# Homeboy Industries

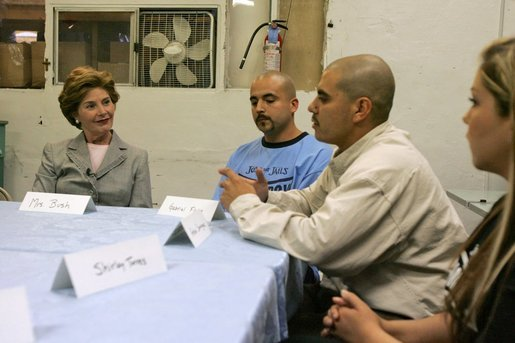
Laura Bush spricht mit Mitgliedern von Homeboy Industries

Homeboy Industries ist ein in Los Angeles ansässiges US-amerikanisches Selbsthilfe-Projekt von ehemaligen Gangmitgliedern. Es wurde von dem Jesuitenpfarrer und Sozialarbeiter Gregory Boyle gegründet. Bekannt geworden ist es jedoch durch die Produktion von Modeartikeln, die teils nur kurz mit Homeboy beschriftet sind.

## Geschichte
Ende der 70er-Jahre nahm der Jesuitenpfarrer Gregory Boyle in Boyle Heights, einem Stadtteil im Osten von L. A., Kontakt mit Gangmitgliedern auf. Dieser Ortsteil war ein Hauptziel vieler legaler und illegaler Einwanderer aus Südamerika. 1992 gründet er dort die Werkstätten für ehemaligen Gangmitglieder – Homeboys, wie sie sich selbst nennen. Nothing stops a bullet like a job – Nichts hält eine Kugel besser ab als ein Job, lautet ihr Motto. Ein Mensch, der eine Aufgabe hat, bleibt nachts lieber zu Hause, als sich in Straßenkämpfe verwickeln zu lassen. Wer zu Homeboy Industries kommt, muss der Gang abschwören und er muss sich seine Gang-Tattoos entfernen lassen, da diese für Aussteiger schlicht lebensgefährlich sein können.

## Bedeutung
Homeboy Industries dient jährlich mehreren hundert Ex-Kriminellen mit Bandenhintergrund als Wiedereingliederungshilfe. Hier lernen junge Männer auch, ihren Ärger zu kontrollieren, Frauen respektvoll zu behandeln und pünktlich zu sein. Sozialarbeiter haben täglich Stellen parat, teils aus Zeitungen oder Internet, teils von Firmen, die mit Homeboy Industries kooperieren. Wer Drogenprobleme hat, kann sich eine Entziehung vermitteln lassen. Jonathan Fischer schreibt in der SZ: „Tatsächlich haben sich die T-Shirts und Baseballkäppis mit dem Homeboy-Logo zu einem Renner auf den Straßen entwickelt, mit zweistelligen Zuwachsraten und einem nicht bezifferbaren sozialen Gewinn.“